# Emil Sembach
Emil Sembach (Forsthaus Stifting bij Grein, 2 maart 1891 - Reuzengebergte, 1 juli 1934) was een Duitse officier en SS-Oberführer. Hij was parlementslid voor de NSDAP in de Rijksdag. Sembach werd vermoord tijdens de Nacht van de Lange Messen.

## Leven
Op 2 maart 1891 werd Emil Sembach geboren in Forsthaus Stifting bij Grein in Oostenrijk-Hongarije. Hij was de zoon van de Oberforstmeister Emil Sembach (1860–1933). Na zijn schoolgang, die hij afsloot met het behalen van zijn Abitur aan de humanistische gymnasium in Coburg. 

### Eerste Wereldoorlog
Sembach meldde zich als Fahnenjunker (aspirant-officier) in het Fußartillerie-Regiment „Enke“ Nr. 4 in Maagdenburg. Hij werd als batterijcommandant ingezet aan het front. Aan het einde van de oorlog werd hij nog bevorderd tot Hauptmann (kapitein).

### Interbellum
Vanaf 1919 tot 1921 was Sembach een vrijwilliger in het vrijkorps, en vocht in het Balticum. 
In november 1933 werd tijdens een audit van de kas door Sembach geleidde de SS-Abschnitt tekorten geconstateerd. In het volgende onderzoek werd deze tekorten herleid naar Sembach. Op 7 februari 1934 kreeg hij een bevel om zich te melden bij Himmler voor een ondervraging in deze zaak. Maar Sembach negeerde dat bevel, waarop Himmler hem meteen dezelfde dag nog degradeerde van SS-Oberführer naar SS-Mann. En werd meteen uit de Schutzstaffel (SS) verstoten. 
In de maanden die volgden probeerde Sembach aansluiting te krijgen bij de Sturmabteilung (SA). Hij won het vertrouwen van de Silezische gouwleider Helmuth Brückner als beschermheer. Bovendien, omdat hij vreesde dat de Silezische SS-chef Udo von Woyrsch hem lastig zou vallen, nam hij contact op met de hoogste partijrechter van de NSDAP, Walter Buch, de Rijksminister van Binnenlandse Zaken Wilhelm Frick en zijn oude superieur Kurt Daluege, nu hoofd van de Pruisische politie, met een verzoek voor bescherming. 
Op 26 mei besloot het Oberstes Parteigericht der NSDAP dat er een partijgerechtelijk proces tegen Sembach werd geopend. De voorzitter van de NSDAP Gouwgerecht Midden-Silezië kreeg de opdracht het vooronderzoek tegen hem uit te voeren. Het proces kwam echter nooit tot een einde.

### Nacht van de Lange Messen
Op 30 juni 1934 werden Sembach en zijn vrouw in het kader van de Nacht van de Lange Messen op het strand van de steengroeve in Brieg gearresteerd. Beiden werden aanvankelijk in Oels vastgehouden. Op de avond van 1 juli werd Sembach in opdracht van Berthold Maack, de Stabsführer van de Silezische SS-leider Udo von Woyrsch, gescheiden van zijn vrouw. Hij werd uit de gevangenis gehaald en met de auto weggevoerd door een SS-commando onder leiding van SS-Hauptsturmführer Paul Exner. Onderweg werd hij in het Reuzengebergte doodgeschoten. Het lichaam werd in het stuwmeer van Boberröhrsdorf gegooid "met de jas over zijn hoofd getrokken, vastgebonden en verzwaard met stenen". Aangezien dit proces was waargenomen, werd het lichaam de volgende dag geborgen en gecremeerd in een crematorium in Hirschberg.
Een door het parket in Oels geïnitieerd moordonderzoek werd onder druk van de SS-leiding al snel gestaakt. Naast Anton von Hohberg und Buchwald en drie lagere SS-officieren was Sembach een van de slechts vijf SS-officieren - vergeleken met enkele tientallen SA-leiders die werden neergeschoten - die het slachtoffer werden van de actie.
Op de officiële lijst van degenen die op 30 juni 1934 waren doodgeschoten, werd de naam Sembach vermeld onder "Sassbach" en geïdentificeerd als een verdreven voormalige SA-Oberführer. Het Institut für Zeitgeschichte vermoedt dat de bedoeling was om de bijzonder brute moord op Sembach te verdoezelen, en te verdoezelen dat het slachtoffer niet tot de eigenlijke doelgroep van de actie (de SA) behoorde, en om de vraag niet op te werpen waarom SS-leiders op de dodenlijst voorkomen.
In de weken na zijn arrestatie - toen zijn verblijfplaats haar nog onbekend was - diende de vrouw van Sembach talloze petities in bij de chef van de Pruisische politie, Daluege, en bij de Rijksminister van Binnenlandse Zaken, Frick, met het verzoek haar te helpen het lot op te helderen van haar man: of hij nog leefde en om zijn vrijlating veilig te stellen. Nadat ze op de hoogte was gebracht van de dood van haar man, reisde Maria Sembach naar Bayreuth. Daar zocht ze haar kennis Winifred Wagner op, de directeur van het Wagner Festival en informeerde haar over de omstandigheden van de moord op haar man. Aangezien Wagner een goede vriend was van de dictator, vroeg ze haar om tussenbeide te komen bij Hitler in de zaak. Ze gaf Wagner de resultaten van het onderzoek van het parket en vroeg Hitler de papieren te tonen en hem te overtuigen de moordenaars te laten straffen. In oktober 1934 schreef Brückner een memorandum over de zaak op basis van een ontwerp van Wagner dat luidde: "Is het nationaalsocialistisch, tegen alle rechten in, te liegen over de moord op de nationaalsocialistische afgevaardigde Sembach ... in verband met de Röhm-opstand en deze op de noodverdedigingslijst van de staat te plaatsen en zo de naam en eer te associëren van de leider?” De verontwaardiging over dergelijke moordzaken als Sembach “stilt niet meer onder de bevolking, ook niet onder de oude garde van de NSDAP”. Toen Wagner Hitler informeerde over de moord op Sembach, reageerde hij ontstemd over de daad en hij gebruikte dit voorbeeld om haar uit te leggen dat hoewel hij publiekelijk de verantwoordelijkheid voor het bloedbad op zich had genomen, hij niet alle executies had bevolen, inclusief de moord op Sembach.
De weduwe van Sembach ontving een nabestaandenpensioen.

## Na de oorlog
In de jaren vijftig was de moord op Sembach een van de aanklachten in de strafzaak tegen Udo von Woyrsch en Ernst Müller-Altenau voor het Landgericht van Osnabrück, waarin twintig moorden waren gepleegd in het Silezische gebied als onderdeel van de Nacht van de Lange Messen vormde het onderwerp van de procedure.

## Carrière
Sembach bekleedde verschillende rangen in zowel de Pruisische leger als Allgemeine-SS. De volgende tabel laat zien dat de bevorderingen niet synchroon liepen.
| Datums         | Pruisische leger | Allgemeine-SS       |
| -------------- | ---------------- | ------------------- |
| 1914           | Fahnenjunker     | —                   |
|                | Hauptmann        | —                   |
| 1931           | —                | SS-Sturmführer      |
| Maart 1932     | —                | SS-Standartenführer |
| 6 oktober 1932 | —                | SS-Oberführer       |

## Lidmaatschapsnummers
- NSDAP-nr.: 3 575 (lid geworden 9 mei 1925)
- SS-nr.: 6 640 (lid geworden 1 april 1931)